# Agriotypus jilinensis
Agriotypus jilinensis är en stekelart som beskrevs av Chao 1981. Agriotypus jilinensis ingår i släktet Agriotypus och familjen brokparasitsteklar. Inga underarter finns listade i Catalogue of Life.